# Salix lemmonii
Salix lemmonii là một loài thực vật có hoa trong họ Liễu. Loài này được Bebb miêu tả khoa học đầu tiên năm 1879.

## Hình ảnh

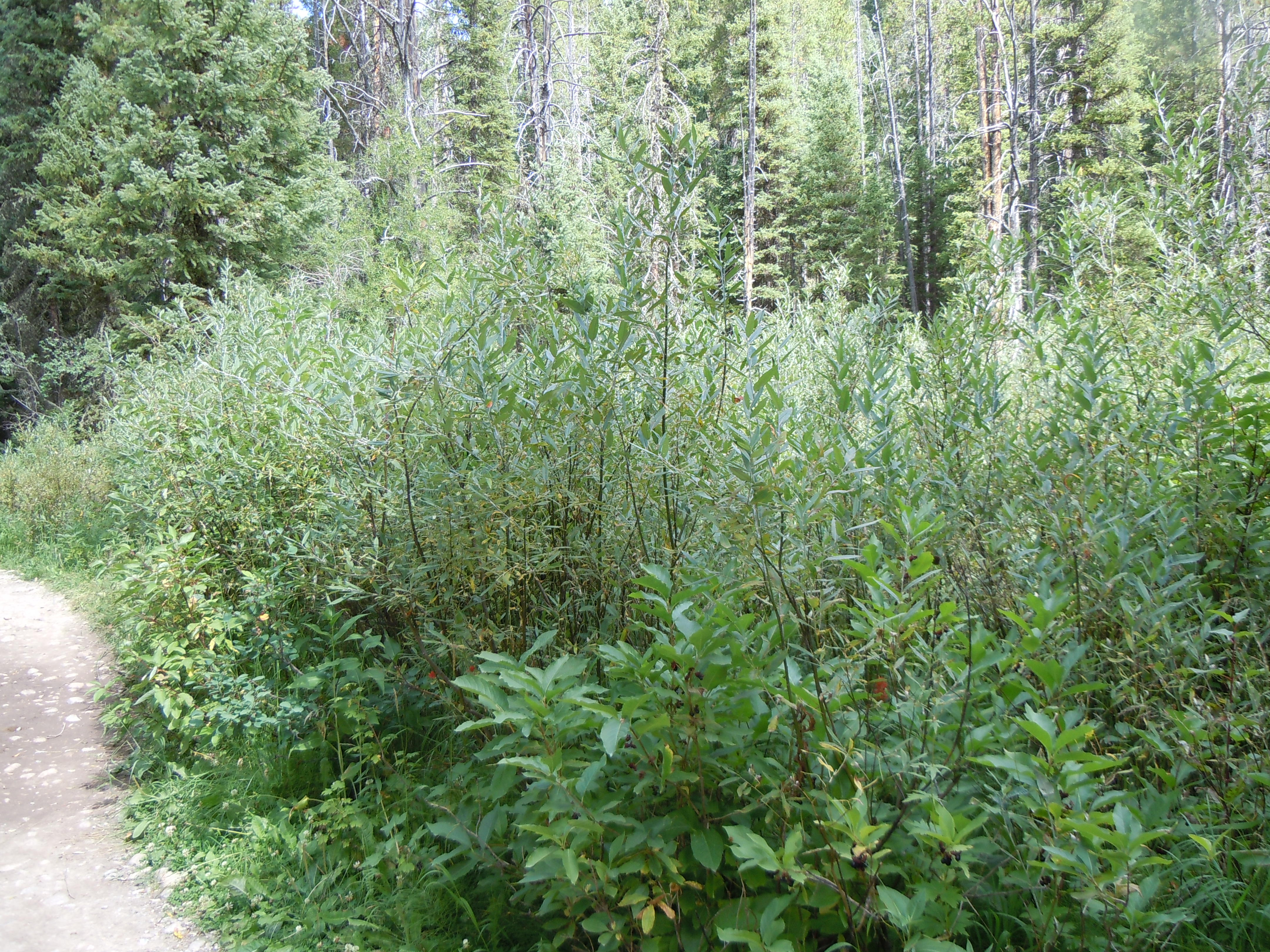
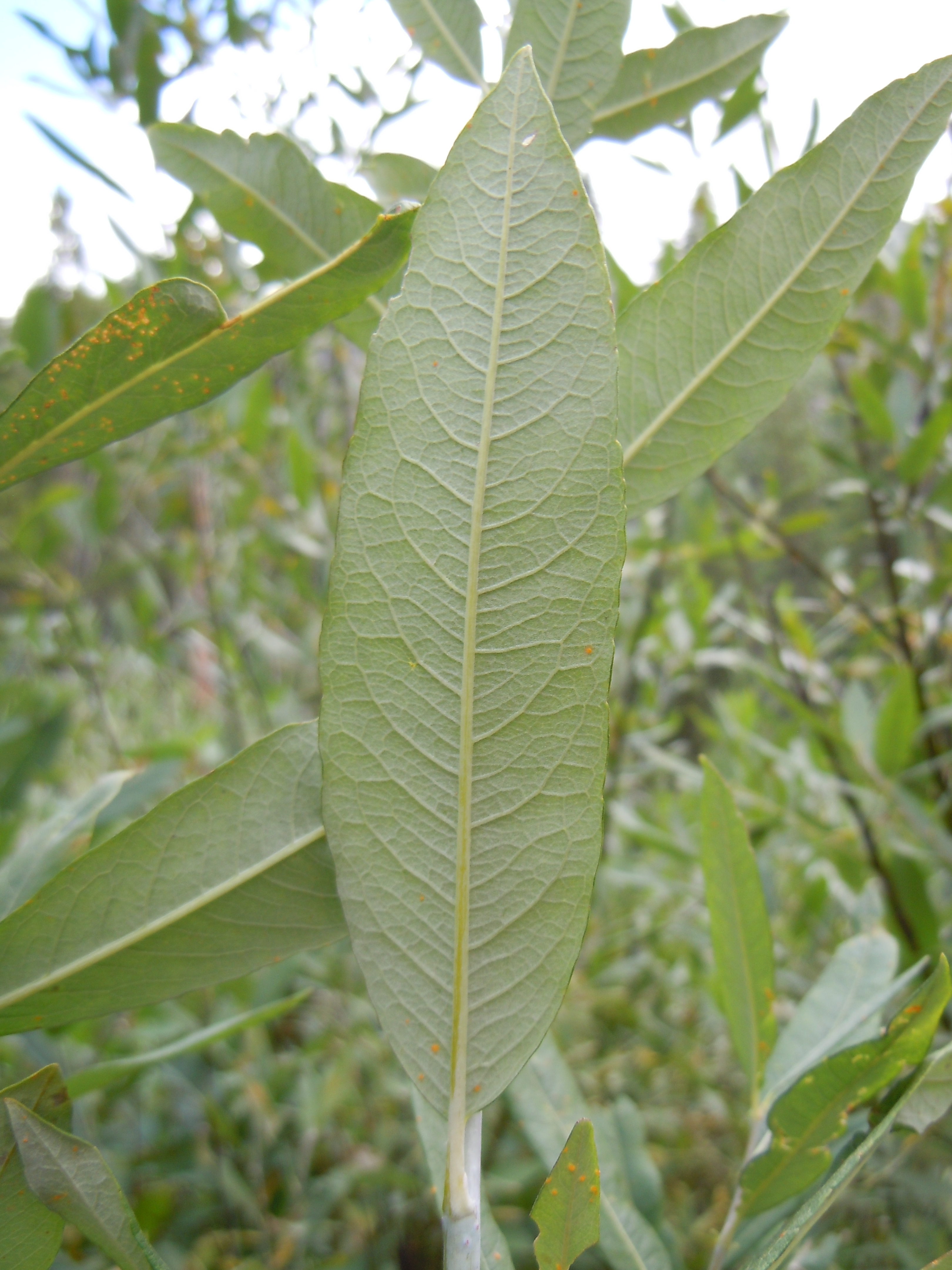
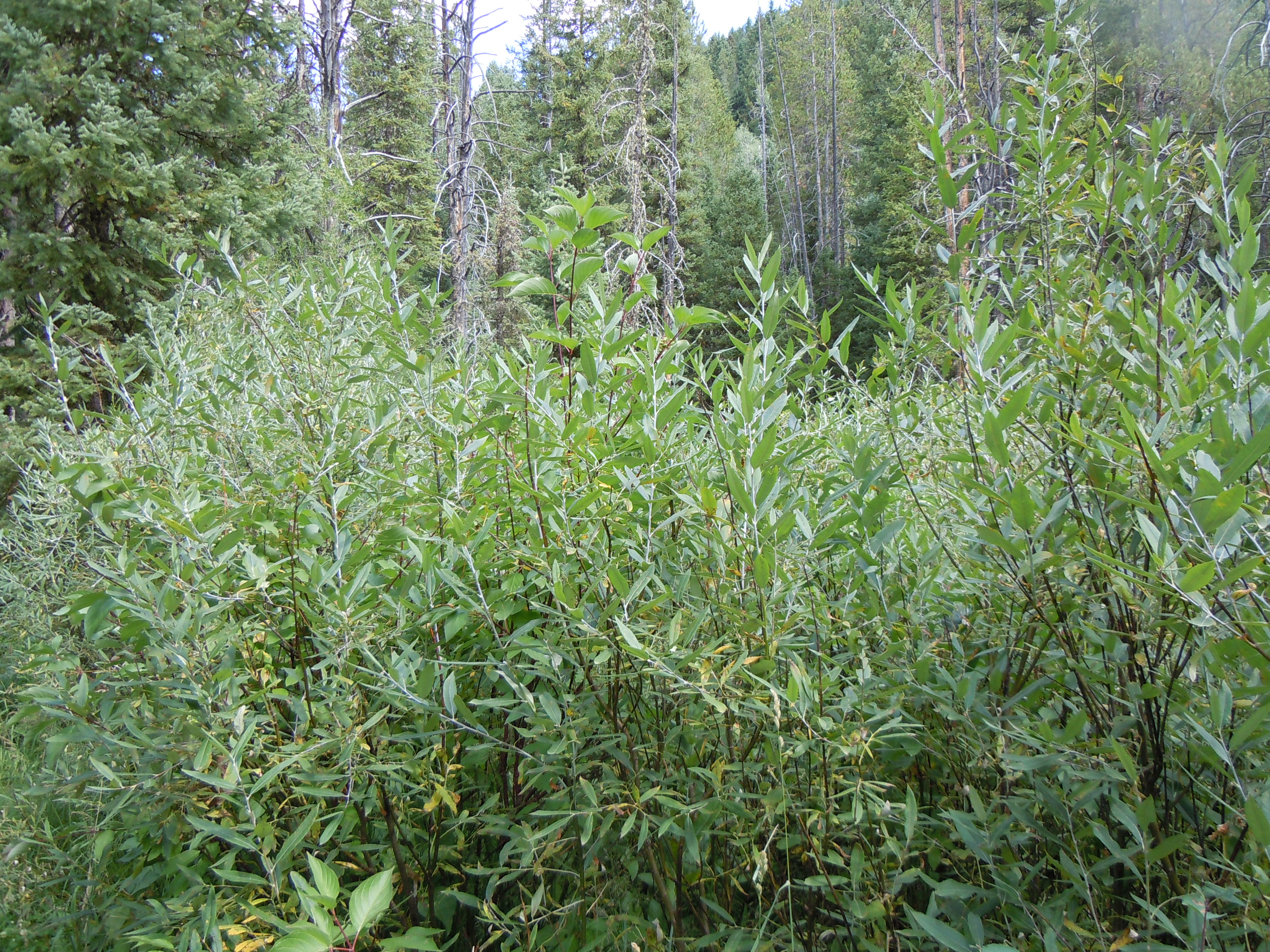
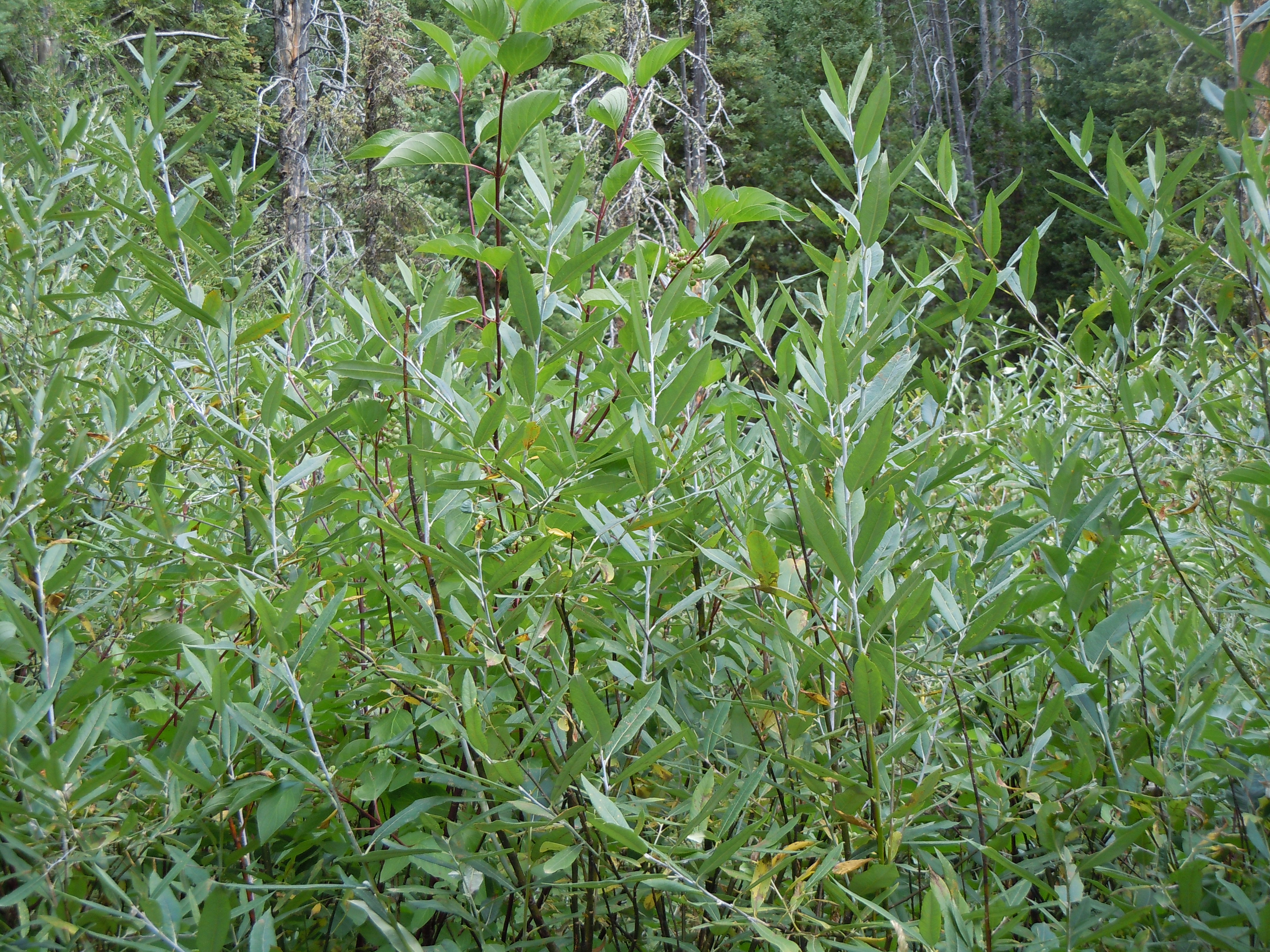